# Firestorm Pro Heavyweight Championship
Il Firestorm Pro Heavyweight Championship è l'alloro principale della federazione dell'Ohio Firestorm Pro Wrestling. Il titolo è nato nel 2008 ed è ancora attivo. Il primo campione è stato Mike Hutter, talento che adesso è sotto contratto con la WWE con il ring name di Derrick Bateman.

## Albo d'oro
| Wrestler       | Regni | Data              | Luogo                    | Note |
| -------------- | ----- | ----------------- | ------------------------ | --- |
| Mike Hutter    | 1     | 12 settembre 2008 | Lakewood, Ohio           | |
| Vacante        |       | 13 dicembre 2008  |                          | Titolo vacante quando Hutter firmò un contratto di sviluppo con la WWE. |
| John McChesney | 1     | 13 dicembre 2008  | Lakewood, Ohio           | Vinse un Fatal 4-Way per il titolo vacante che includeva anche Raymond Rowe, Samoa Joe e Starless. |
| Raymond Rowe   | 1     | 10 luglio 2009    | Lakewood, Ohio           | Vinse il titolo in un Tag Team War Games Steel Cage dove il Team Firestorm (Patrick Hayes, Raymond Rowe, Starless & The Aftermath) sconfisse il Team Big League (John McChesney, Bill Collier, J-Rocc & Shane Taylor). |
| John McChesney | 2     | 5 febbraio 2010   | Lakewood, Ohio           | |
| Patrick Hayes  | 1     | 10 settembre 2010 | Lakewood, Ohio           | In un Seven Way Anything Goes che includeva anche J-Rocc, Lou Marconi, Matt Cross, Rufio Rapier e Shane Taylor. |
| Matt Cross     | 1     | 22 luglio 2011    | Mentor on the Lake, Ohio | |
| John McChesney | 3     | 22 luglio 2011    | Mentor on the Lake, Ohio | |